# Dilwale Dulhania Le Jayenge
Dilwale Dulhania Le Jayenge (en hindi दिलवाले दुल्हनिया ले जाएँगे, "El gran cor s'endurà la núvia") és una comèdia romàntica musical índia de l'any 1995, dirigida per Aditya Chopra i protagonitzada per Shahrukh Khan i Kajol. Considerada com un clàssic del cinema de Bollywood, deté el rècord mundial de la pel·lícula que ha estat projectada més de temps sense interrupció: 15 anys el 20 d'octubre de 2009.
Va ser la primera realització d'Aditya Chopra, que aleshores tenia 23 anys, i va significar un impuls pel cinema indi que vivia un període de cert estancament; tot combinant un tema tradicional i una realització moderna, i gràcies a la força de la parella d'actors protagonistes, que destaquen tant en el registre còmic com en la frescor de llurs actuacions, la pel·lícula va obtenir un èxit fenomenal: va ser el major èxit de l'any, obtenint 10 Filmfare Awards (l'equivalent indi dels Oscars), convertint-se així en un dels majors èxits de Bollywood de tots els temps.
Com a curiositat, és una de les primeres pel·lícules de Bollywood filmada en part a Suïssa. A partir d'aleshores, aquest país es va convertir en un decorat recurrent per totes les pel·lícules romàntiques següents, fins al punt que un llac suís ha estat reanomenat de manera informal 'Llac Chopra'.

## Argument
Simran (Kajol) i Raj (Shahrukh Khan) són dos joves indis que viuen a Londres. Simram, filla d'una modesta família tradicionalista, somnia en trobar l'amor ideal; Raj, hereu d'una família rica i moderna, passa el temps divertint-se amb els amics. Simran i Raj es coneixen per casualitat durant els seus respectius viatges de fi d'estudis per Europa. Raj, juganer i despreocupat, mira de seduir Simran, la qual fa tot el que pot per a desempallegar-se'n. Però a mesura que comparteixen aventures es van coneixent i, quan se separen, s'adonen que s'estimen i que no poden viure separats.
Raj decideix declarar-se, però és massa tard: el pare de la noia n'havia promès la mà al fill del seu millor amic, que viu al Panjab, i tota la família ja se n'ha anat per a celebrar el casament. Aleshores Raj decideix marxar a l'Índia per a fer canviar d'idea el pare de Simram...

## Repartiment
| actor/actriu           | paper                     |
| ---------------------- | ------------------------- |
| Shahrukh Khan          | Raj Malhotra              |
| Kajol                  | Simran Singh              |
| Amrish Puri            | Chaudhary Baldev Singh    |
| Farida Jalal           | Lajwanti Singh            |
| Anupam Kher            | Dharamvir Malhotra        |
| Satish Shah            | Ajit Singh                |
| Achala Sachdev         | Simran's grandmother      |
| Himani Shivpuri        | Kammo Kaur                |
| Pooja Ruparel          | Rajeshwari Singh / Chutki |
| Anaita Shroff Adajania | Sheena                    |
| Arjun Sablok           | Rocky                     |
| Karan Johar            | Ponchi                    |
| Parmeet Sethi          | Kuljeet Singh             |
| Mandira Bedi           | Preeti Kaur               |

## Música
La banda sonora conté set cançons compostes pel duo Jatin-Lalit, amb lletra d'Anand Bakshi i les veus de Lata Mangeshkar, Asha Bhosle, Kumar Sanu, Abhijeet i Udit Narayan.
| pista | cançó                            | cantants                            | durada |
| ----- | -------------------------------- | ----------------------------------- | ------ |
| 1     | Ghar Aaja Pardesi                | Manpreet, Pamela Chopra             | 7:29   |
| 2     | Mere Khwabon Mein Jo Aaye        | Lata Mangeshkar                     | 4:17   |
| 3     | Rukh Jaa O Dil Deewane           | Udit Narayan                        | 5:14   |
| 4     | Zara Sa Jhoom Loon Main          | Asha Bhonsle, Abhijeet Bhattacharya | 5:51   |
| 5     | Ho Gaya Hai Tujhko To Pyar Sajna | Lata Mangeshkar, Udit Narayan       | 5:47   |
| 6     | Tujhe Dekha To Yeh Jaana Sanam   | Lata Mangeshkar, Kumar Sanu         | 5:02   |
| 7     | Mehndi Laga Ke Rakhna            | Lata Mangeshkar, Udit Narayan       | 4:50   |

## Premis

### Filmfare Awards
- 1996 Filmfare Award a la millor pel·lícula: Yash Chopra
- 1996 Filmfare Award al millor director: Aditya Chopra
- 1996 Filmfare Award al millor actor: Shahrukh Khan
- 1996 Filmfare Award a la millor actriu: Kajol
- 1996 Filmfare Award a la millor actriu secundària: Farida Jalal
- 1996 Filmfare Award al millor paper còmic: Anupam Kher
- 1996 Filmfare Award a la millor lletra de cançons: Anand Bakshi, per Tujhe Dekha
- 1996 Filmfare Award al millor guió: Aditya Chopra
- 1996 Filmfare Award als millors diàlegs: Aditya Chopra, Javed Siddiqi[4]
- 1996 Filmfare Award al millor cantant masculí en playback: Udit Narayan, per Mehndi Lagake Rakhna